# Tony Moore (tekenaar)
Michael Anthony "Tony" Moore  is een Amerikaanse comictekenaar, het meest bekend van zijn werk aan Fear Agent, The Exterminators en The Walking Dead.

## Carrière
Moore studeerde tekenen, schilderen en druktechnieken aan de Universiteit van Louisville tijdens zijn werk aan Battle Pope, maar verliet de school tijdig voor het behalen van zijn diploma. Hij wilde zich gaan richten op zijn carrière als cartoonist. Moore werd samen met Robert Kirkman gevraagd om werk te produceren voor het Mattel -licentie Masters of the Universe. 
Een korte tijd later lanceerde hij samen met Robert Kirkman Brit en The Walking Dead voor Image Comics. Hoewel Moore na zes stripboeken stopte met zijn werk aan The Walking Dead is hij blijven bijdragen aan de serie als tekenaar.
Moore is tweemaal genomineerd voor de Eisner Award voor zijn werk aan The Walking Dead. In 2004 voor de "Best New Series" en in 2005 voor "Best Cover Artist"

### Cover werk
- Rob Zombie's Spookshow International #7 (MVCreations, 2004)
- The Walking Dead (strip)The Walking Dead #7-24 (Image, 2004–2005)
- Tales from the Bully Pulpit (Image, 2004)
- Western Tales of Terror #1 (Hoarse and Buggy, 2004)
- Sea of Red #1-3, 8-10 (Image, 2005–2006)
- Battle Hymn #5 (Image, 2005)
- Fear Agent #5-11 (Image, 2006–2007)
- Army of Darkness #8 (Dynamite, 2006)
- The Last Christmas #5 (Image, 2006)
- The Amory Wars v1 #1-5 (Image, 2007–2008)
- Pilot Season: Ripclaw (Top Cow, 2007)
- Tales of the Fear Agent: Twelve Steps in One #1 (Dark Horse, 2007)
- Ghost Rider #18 (Marvel, 2008)
- Fear Agent #21 (Dark Horse, 2008)
- The Amory Wars v2 #1-5 (Image, 2008)
- Deadpool: Merc With a Mouth #2 (Marvel, 2009)
- Victorian Undead #1 (Wildstorm, 2010)
- Key of Z #1 (Boom! Studios, 2011)
- Venom #6-8, 10-12, 15, 18-19, 21-22 (Marvel, 2011–2012)
- American Vampire: The Long Road to Hell #1 (Vertigo, 2013)

- Biblioteca Nacional de España: XX4764199
- Bibliothèque nationale de France: cb14646090t (data)
- Gemeinsame Normdatei: 102325705X
- International Standard Name Identifier: 0000 0001 1691 9407
- Library of Congress Control Number: nb2007027923
- MusicBrainz: 2faf4897-c165-42d8-b7e4-0fb1162fb591
- Bibliotheek van het Japanse parlement: 001114967
- Nationale Bibliotheek van Tsjechië: xx0110382
- Nationale Bibliotheek van Israël: 987012500974905171
- Nederlandse Thesaurus van Auteursnamen: 32970396X
- Système universitaire de documentation: 146732405
- Virtual International Authority File: 100329386
- WorldCat: E39PBJc3BYjG4BYKYbHRMkrQbd